# Gunung Sitember (plaats)
Gunung Sitember is een bestuurslaag in het regentschap Dairi van de provincie Noord-Sumatra, Indonesië. Gunung Sitember telt 1487 inwoners (volkstelling 2010).